# バルト 大空に向かって
『バルト 大空に向かって』（ - おおぞらにむかって、原題：Balto III: Wings of Change）は、2004年製作のアメリカ製ビデオ映画。フルアニメのアドベンチャー映画。2002年製作のアメリカ映画『バルト 新たなる旅立ち』の続編である。バルトの映画シリーズの第3作。

## キャスト
| 役名       | オリジナル英語版         | 日本語吹き替え版                                                      |
| ---------- | ------------------------ | --------------------------------------------------------------------- |
| バルト     | モーリス・ラマーシュ     | 寺杣昌紀 （現：てらそままさき）                                       |
| ジェナ     | ジョディ・ベンソン       | 藤田淑子                                                              |
| ボリス     | チャールズ・フライシャー | 安原義人                                                              |
| コーディ   | ショーン・アスティン     | 石井真                                                                |
| デューク   | キース・キャラダイン     | 森川智之                                                              |
| ラルフ     | ビル・ファッガーバッケ   | 高瀬右光                                                              |
| ダスティ   | チャリティ・ジェームズ   | もりかみえり                                                          |
| ディプシー | キャシー・ナジミー       | 滝沢ロコ                                                              |
| その他     |                          | 華村りこ 玄田哲章 塩屋浩三 楠見尚己 小島敏彦 加藤将之 浦山迅 星野充昭 |

## 日本語版制作スタッフ
- 演出：佐藤敏夫
- 翻訳：野崎文子
- 制作：東北新社